# 南岳天台宗
南岳天台宗是道教的一个派别，唐朝司马承祯时从茅山宗分化出来。由于该派主要活动在南岳衡山或天台山，因而得名。

## 重要人物
- 闾丘方远
- 聂师道